# Mše D dur (Dvořák)
Mše D-Dur, zvaná Lužanská op. 86, je zhudebnění mše od  Antonína Dvořáka. Skladba existuje ve dvou rozdílných verzích, jedna pro sóla a sbor s doprovodem varhan (B 153) a druhá s doprovodem orchestru (B 175).

## Historie

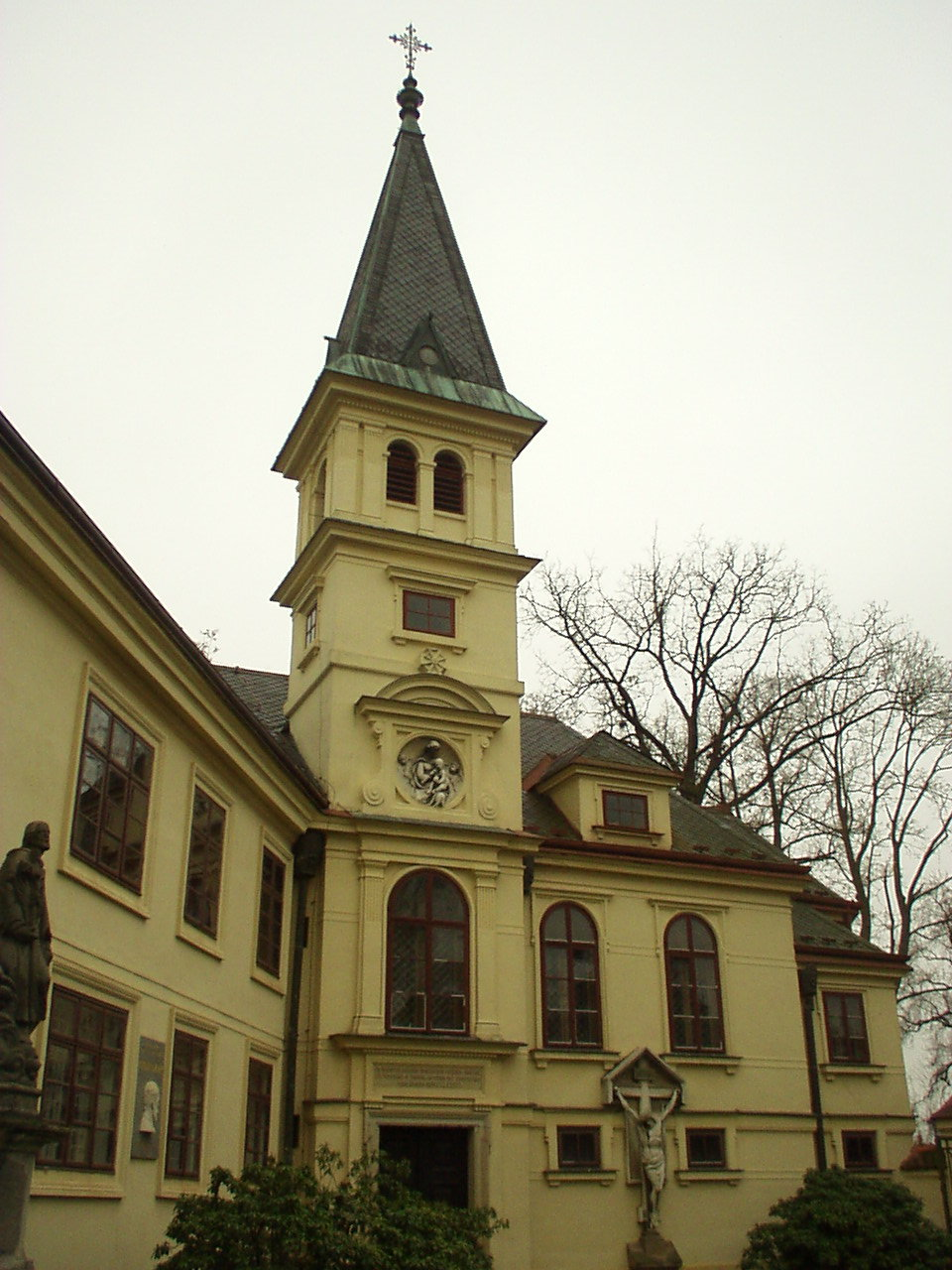
Zámecká kaple lužanského zámku

Antonín Dvořák byl požádán architektem a mecenášem Josefem Hlávkou, aby zkomponoval mši pro příležitost plánovaného vysvěcení jím nově postavené zámecké kaple na zámku v Lužanech. Vzhledem k nevelkému prostoru kaple se při premiéře Dvořák musel vzdát velkého orchestrálního obsazení a velkého sboru. Skladba vznikla mezi 23. březnem a 17. červnem 1887. V den dokončení skladatel napsal objednavateli:
| „ | Vážený pane rado a milý příteli! Je mi ctí, moci Vám sdělit, že jsem zdárně dokončil svou práci (Mši D dur), z čehož mám nesmírnou radost. Domnívám se, že důstojně splní svůj účel. Mohla by se také jmenovat: Víra, naděje a láska ke všemocnému Bohu a dík za milost, jíž se mi dostalo, abych zdárně dokončil toto dílo ke chvále Nejvyššího a ke slávě našeho umění. Nedivte se, že jsem tolik věřící – avšak umělec, který nevěří v Boha, nic takového vytvořit nemůže. Cožpak nemáme příklad v Beethovenovi, Bachovi, Raffaelovi a mnohých dalších? A konečně děkuji také Vám, že jste mi umožnil napsat skladbu tohoto druhu, na kterou bych jinak sotva pomyslel. Doposud jsem napsal rozsáhlé skladby tohoto druhu pouze pro velké obsazení. Tentokrát jsem však napsal jen se skromnými pomůckami, a přece si troufám říci, že se mi dílo podařilo. [zde uvedený citát je automatický překlad z německého překladu původně česky napsaného dopisu] | “ |

### Premiéra
Premiéra se uskutečnila 11. září 1887 pod taktovkou skladatele v zámecké kapli. Zdeňka Hlávková, manželka objednavatele, a Dvořákova manželka Anna zpívaly ženské sólové party.
V Dvořákově autografu nese mše opusové číslo 76. Toto opusové číslo bylo později vydavatelem Fritzem Simrockem přiřazeno 5. symfonii (pro niž sám skladatel zamýšlel opusové číslo 24).
První veřejné provedení se konalo 15. dubna 1888 v Městském divadlo v Plzni. Nástrojové obsazení bylo: dvě harmonia, violoncello a dva kontrabasy. Tato instrumentace se nedochovala a není ani známo, zda pocházela od Dvořáka.
Dvořákův vydavatel Simrock neměl zájem na vydání skladby. Dílo bylo publikováno až poté, co skladatel napsal orchestrální zpracování, v roce 1892 v londýnském nakladatelství Novello & Co. jako op. 86. Orchestrální verze byla poprvé uvedena 11. března 1893 v londýnském Crystal Palace pod taktovkou Augusta Mannse.

## Obsazení
Varhanní verze z roku 1887:
- sóla: soprán, alt, tenor, bas
- sbor SATB
- varhany

Orchestrální verze (1892):
- malý sbor: soprán, alt, tenor, bass (každý 4 sólisté)
- sbor SATB
- 2 hoboje, 2 fagoty, 3 lesní rohy, 2 trubky, 3 pozouny, kotle, smyčce, varhany

Při instrumentaci se Dvořák držel původní struktury skladby. První část Kyrie doplnil o krátký dvouaktový orchestrální úvod. Původní místa z varhanní verze pro 4 sólisty jsou v orchestrální verzi nahrazeny „malým sborem“ o 4 zpěvácích v hlase, ty však také mohou být v tomto zpracování alternativně obsazeny sólisty. Další pasáže, v orchestrální verzi označené jako "4 soli", byly v první verzi určeny pro sbor. Využitím orchestru mohl skladatel lépe vyjádřit dynamiku, která se projevila i ve vedení sborových hlasů na jednotlivých místech.
Provedení celé skladby trvá přibližně 35–45 minut.

## Části
- Kyrie (sóla a sbor)
- Gloria (sóla a sbor)
- Credo (sóla a sbor)
- Sanctus (sbor)
- Benedictus (sbor)
- Agnus Dei (sóla a sbor)

## Popis částí skladby
- Kyrie je zvláště působivé díky sofistikované kontrastní dynamice. Na rozdíl od liturgického úzu Dvořák větu zakončil novým "Christe eleison".
- Gloria začíná v radostném tečkovaném rytmu, který ve střední části kontrastruje s kontemplativní částí, od zmínky o hříších světa se vyznačuje rostoucím neklidem a na konci opět slavnostně chválí Boží slávu.
- Credo, nejdelší věta celé mše, je rozčleněná na několik oddílů. Velké části jsou striktně responsoriální: Text je postupně přednesen jednotlivými hlasy - nejprve v altovém, po něm tenorovém a dalším příslušné sólovém hlase v mezza voce a následně vždy opakován ve forte sbor tutti. Část vyznání víry v jediného Boha, harmonicky prochází celým kvintovým kruhem, který je symbolem Boží dokonalosti. Utrpení Ježíše Krista je expresivně vyjádřeno ve zmenšených septakordech. Věta končí slavnostním, impozantním „amen“.
- Sanctus a Benedictus jsou tematicky vzájemně spojeny s hudebně identickým „Hosanna in excelsis“.
- Agnus Dei začíná propracovaným fugatem sólových hlasů. Jako jediná věta celé mše nekončí ve slavnostním fortissimu, nýbrž prosbou o pokoj duše, vroucně vyjádřenou v trojitého pianu.